# Kampung Bandar
Kampung Bandar is een bestuurslaag in het regentschap Pekanbaru van de provincie Riau, Indonesië. Kampung Bandar telt 4207 inwoners (volkstelling 2010).